# The Far Field
The Far Field è il quinto album in studio del gruppo musicale statunitense Future Islands, pubblicato nel 2017.

## Tracce
1. Aladdin – 4:13
2. Time On Her Side – 3:39
3. Ran – 3:26
4. Beauty of the Road – 4:09
5. Cave – 3:52
6. Through the Roses – 3:15
7. North Star – 3:35
8. Ancient Water – 3:56
9. Candles – 3:57
10. Day Glow Fire – 3:49
11. Shadows (featuring Debbie Harry) – 4:05
12. Black Rose – 3:25